# Pihlajasaari (ö i Birkaland, Tammerfors, lat 61,25, long 24,39)
Pihlajasaari är en ö i Finland. Den ligger i sjön Ilmoilanselkä och i kommunen Pälkäne i den ekonomiska regionen Tammerfors och landskapet Birkaland, i den södra delen av landet, 120 km norr om huvudstaden Helsingfors. Öns area är 0,3 hektar och dess största längd är 110 meter i öst-västlig riktning.